# Краус, Ганс-Вернер
Ганс-Вернер Краус (нем. Hans-Werner Kraus; 1 июля 1915, Бойлвитц, Заальфельд — 25 августа 1990) — немецкий офицер-подводник, капитан-лейтенант (1 ноября 1941 года).
26 сентября 1934 года поступил на флот кадетом. 1 апреля 1937 года произведен в лейтенанты. Служил на легком крейсере «Кёнигсберг».

## Вторая мировая война
В октябре 1939 года переведен в подводный флот. Служил 1-м вахтенным офицером на подлодке U-47. До ноября 1940 года плавал с Гюнтером Прином.
8 февраля 1941 года назначен командиром подлодки U-83, на которой совершил 9 походов (проведя в море в общей сложности 212 суток). Во время третьего похода 18 декабря 1941 года прошел через Гибралтар в Средиземное море.
19 июня 1942 года награждён Рыцарским крестом Железного креста.
21 сентября 1942 года отозван в Германию, а 28 ноября 1942 года получил в командование подводный крейсер U-199 (Тип IX-D2). С ним он выходил в море только один раз на 80 суток и потопил 1 судно (4161 брт).
31 июля 1943 года лодка Крауса была потоплена восточнее Рио-де-Жанейро американской и бразильской авиацией. 49 человек погибло, оставшиеся 12 человек, в том числе Краус, были взяты в плен.
С августа 1943 года содержался в Форт-Ханте, с сентября — в Кроссвилле, с января 1944 года — в Папаго-парке. В ночь на 24 декабря 1944 года вместе с 24 военнопленными совершил побег. Через неделю схвачен. В 1946 году освобожден.
Всего за время военных действий Краус потопил 8 судов общим водоизмещением 14 709 брт и повредил 2 судна водоизмещением 9336 брт.